# 7e Pantserdivisie (Wehrmacht)
De Duitse 7e Pantserdivisie (Duits: 7. Panzer-Division) was een Duitse pantserdivisie in de Tweede Wereldoorlog. Ze werd opgericht op 18 oktober 1939 in Gera. De divisie nam deel aan de Slag om Frankrijk, de invasie van de Sovjet-Unie, de bezetting van Vichy-Frankrijk en vocht aan het Oostfront tot het einde van de oorlog. De 7e Pantserdivisie stond ook bekend onder de bijnaam “Spook Divisie” (“Gespenster-Division”).

De divisie kende een groot succes in Frankrijk in 1940, en vervolgens opnieuw in de Sovjet-Unie in 1941. In mei 1942 werd de divisie teruggetrokken uit de Sovjet-Unie en teruggestuurd naar Frankrijk om weer op krachten te komen. De divisie keerde terug naar Zuid-Rusland na de nederlaag in de Slag om Stalingrad en hielp bij het terug onder controle krijgen van het front in een reeks defensieve veldslagen als onderdeel van Heeresgruppe Don, en nam deel aan de tegenaanval van generaal von Manstein bij Charkov. De divisie vocht in het mislukte offensief in Koersk in de zomer van 1943. Daarna was de divisie, meest zwaar onder de sterkte, continu bezig met een reeks defensieve veldslagen over het oostfront. Na defensief te hebben gestreden in Oost-Pruisen werd de divisie geëvacueerd over zee en kwam nog kort in actie in Noord-Duitsland. Vervolgens gaf ze zich over in mei 1945 aan het Amerikaanse leger ten noordwesten van Berlijn.

## Oprichting

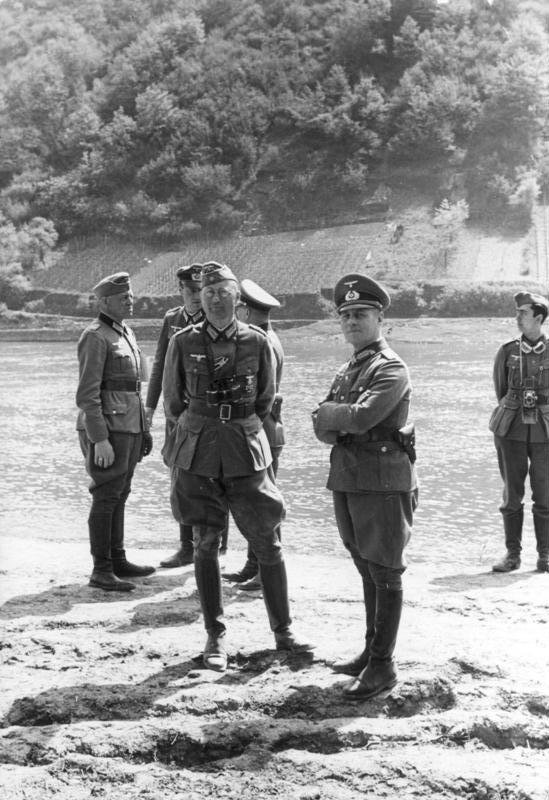
Rommel en staf observeren een oefening om de Moezel over te steken, voorjaar 1940

Na afloop van de Poolse veldtocht was het duidelijk dat de Lichte Divisies een te beperkte effectiviteit hadden. Het Oberkommando des Heeres (OKH; Duitse opperbevel) beval de reorganisatie van de vier lichte divisies naar volledige pantserdivisies. In oktober 1939 was de 2e Lichte Divisie teruggekomen in zijn garnizoensstad Gera. Daar werd deze divisie omgevormd op 18 oktober 1939 in de 7e Pantserdivisie.

Niet alleen de naam veranderde, maar de divisie werd compleet gereorganiseerd. De Panzerabteilung 66 bleef deel van de divisie, maar deze kreeg ook een volledige panzerregiment toegewezen (Panzerregiment 25), met 2 Abteilungen (bataljons). Het I./PzReg 25 bestond al en II./PzReg 25 werd gevormd door omdopen van I./PzReg 23 op 1 april 1940. De twee infanterieregimenten (Kavallerie Schützen Regimenten) 6 en 7 werden herdoopt in Schützenregimenten 6 en 7 onder bevel van de Schützenbrigade 7.

## Frankrijk 1940: 1e fase

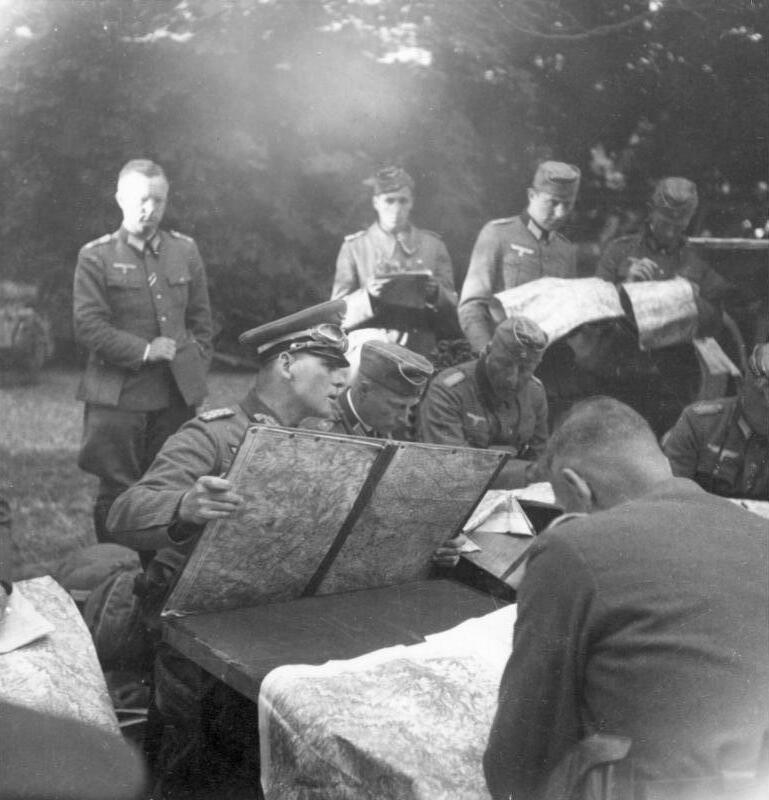
Rommel bespreekt de situatie met zijn staf, mei 1940

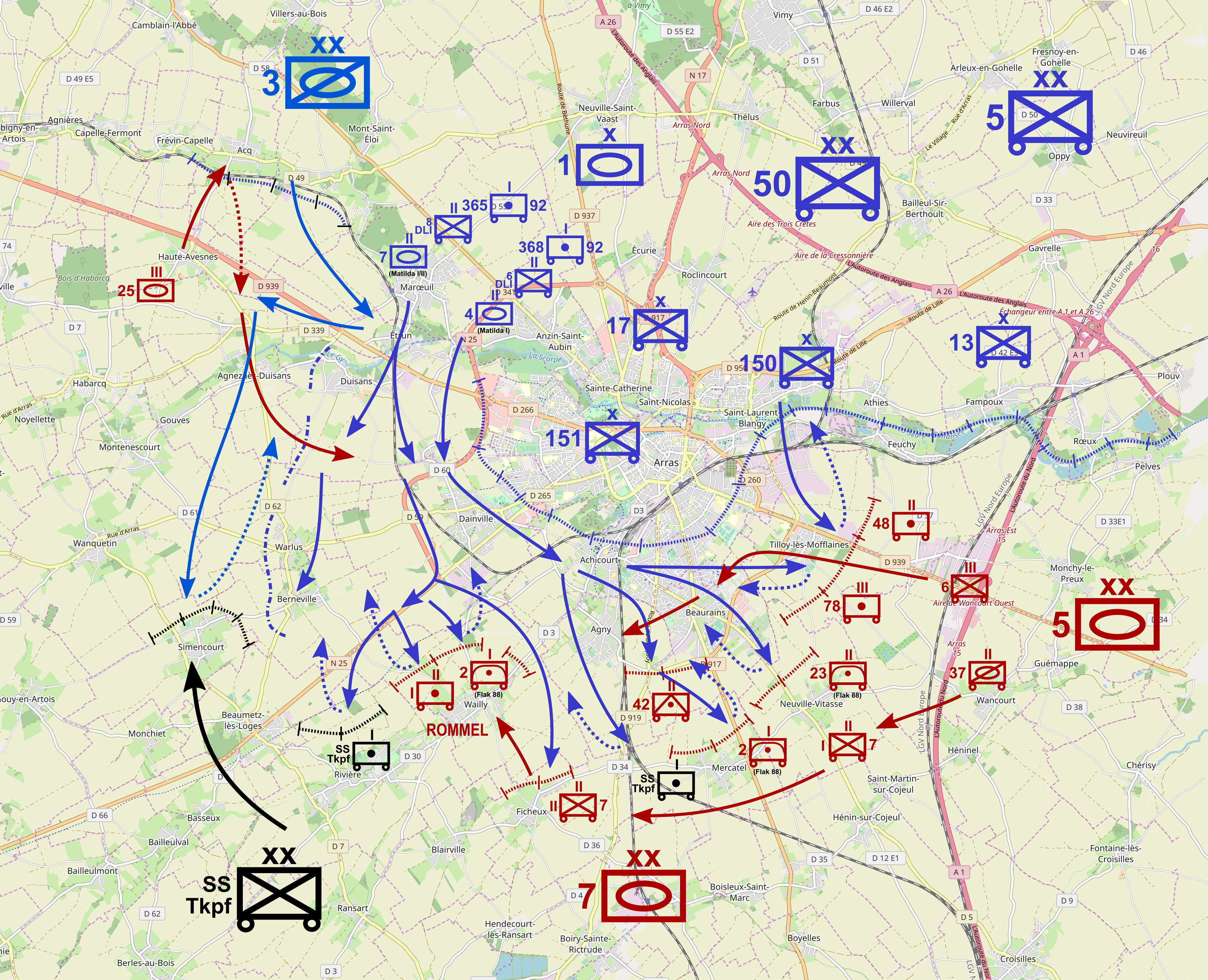
Slag bij Arras - 21 mei 1940

Eind januari 1940 verhuisde de divisie naar het gebied Bonn-Bad Neuenahr en westelijk daarvan met delen tot in de Eifel. Generalmajor Erwin Rommel nam op 12 februari 1940 het commando over van Generalleutnant Stumme. In mei 1940 was de divisie klaar voor de aanval in het westen met 225 tanks, meest PzKw 38(t)’s. Additioneel kreeg de divisie nog een compagnie zware gemotoriseerde kanonnen toegewezen, (Heeres-s.IG-Komp 705, met Sturmpanzer I’s. De invasie van Frankrijk en de Lage Landen (code name Fall Gelb) startte op 10 mei 1940. De 7e Pantserdivisie was onderdeel van het 15e Gemotoriseerde Korps, tezamen met de 5e Pantserdivisie, onder bevel van het 4e Leger. De divisie was deel van de aanvalsmacht die door de Ardennen trok, over de Maas en achter de geallieerde troepen in België naar Het Kanaal trok. De divisie startte in de vroege morgen van 10 mei, stak de Belgisch-Duitse grens over en bereikte de Maas op 12 mei. Twee dagen had de divisie nodig om te verzamelen en een bruggenhoofd over de Maas bij Dinant te verkrijgen (de bruggen waren opgeblazen). Onmiddellijk daarna startte Rommel een dynamische gevechtsmars naar het westen. Op 16 mei bereikte de divisie zijn voorlopige eerste doel Avesnes, waar Rommel volgens het originele plan halt moest houden en verdere order zou moeten afwachten, maar Rommel trok verder. Op 20 mei bereikte de divisie Arras. Generaal Hermann Hoth, de bevelhebber van het 15e Gemotoriseerde Korps, kreeg orders de stad te passeren en de aanwezige Britse troepen te isoleren. De divisie zou om Arras heen naar het noorden trekken. Maar de volgende dag voerden de Britten een tegenaanval uit. Twee infanteriebataljons gesteund door tanks van het 4e en 7e RTR (Matilda I en Matilda II tanks) rukten op en veroorzaakten flinke verliezen bij beide Schützenregimenten. De 37 mm Pak 36 antitank kanonnen bleken ineffectief tegen de zwaar gepantserde Mathilda’s. Pas nadat het panzerregiment te hulp schoot en een aanwezige anti-luchtdoel batterij ingreep, trokken de Britten terug. Dit was de eerste keer dat de effectiviteit van de 88 mm Flak tegen tanks bewezen werd. Rommel zou deze ervaring later veel gebruiken in de Noord-Afrikaanse woestijnveldtocht. Toch had deze aanval de divisie negen medium en vier lichte tanks gekost. Verder waren 89 man gedood en 116 gewond plus 173 vermisten. De schok was groot en was een van de redenen voor het “haltbevel” van Hitler op 24 mei. Twee dagen later werd dit bevel opgeheven en de divisie hervatte de opmars, waarbij Lille op 27 mei bereikt werd. Het beleg van deze stad duurde tot 31 mei. Intussen was het British Expeditionary Force begonnen aan zijn evacuatie vanuit Duinkerken.

## Frankrijk 1940: 2e fase

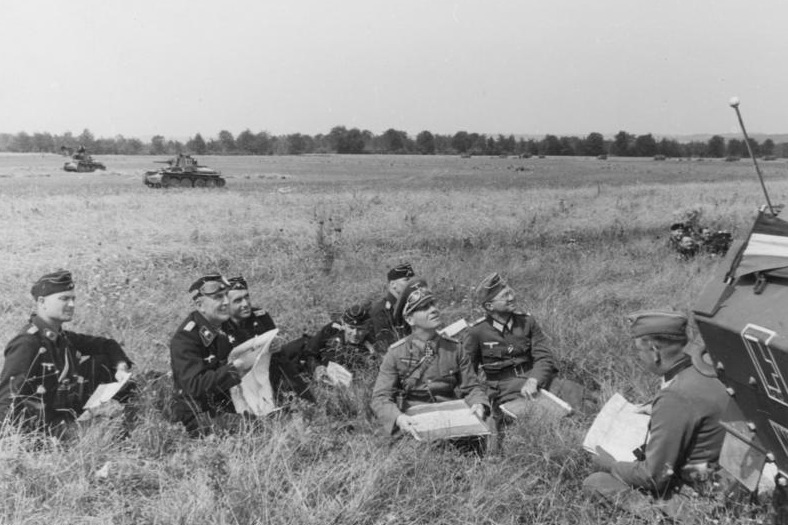
Rommel en staf tijdens de Slag om Frankrijk juni 1940

De divisie kreeg een korte pauze om te hergroeperen voor de 2e fase. Het panzerregiment kreeg op 2 juni een aanvulling voor geleden materiële verliezen in de vorm van 2 PzKw I, 20 PzKw 38(t) en 1 PzKw IV. Op 5 juni start de 2e fase van de veldtocht, Fall Rot. De divisie was opnieuw onderdeel van het 15e Gemotoriseerde Korps samen met de 5e Pantserdivisie. Doel is het oversteken van de Somme en nog meer evacuaties vanuit de Kanaal-havens te voorkomen. De Weygand-linie, in deze sector verdedigd door het Franse 10e Leger, werd bij Hangest-sur-Somme doorbroken. De twee pantserdivisies sloegen een bres in het Franse front, daarbij de Franse 9e en 10e Legerkorpsen van elkaar scheidend. Met de 7e Pantserdivisie voorop, rukte het korps snel op, zo’n 100 km in 2 dagen. Op 7 juni bereikte de divisie Forges-les-Eaux en de volgende dag de Seine bij Rouen. De stad zelf werd echter pas 10 juni ingenomen. Daarna draaide de divisie naar rechts en bereikte de kanaalkust bij Saint-Valery-en-Caux op 12 juni. Dit betekende het eind en de capitulatie van het Franse 9e Legerkorps met twee brigades van de Britse 51e (Hoogland) Infanteriedivisie. Ongeveer 46.000 gevangenen werden gemaakt. Meteen daarna gaat de aanval verder. Via Le Havre (14 juni), Beaumont-le-Roger, Sées, Flers en Saint-Lô bereikt de divisie op 19 juni Cherbourg. De divisie rukte met zulke snelheden op, met Panzeraufklärungsabteilung 37 voorop, dat hier de naam “Spook-divisie” ontstond. Zowel de Fransen als het OKH wisten vaak niet waar de divisie precies uithing. Op 19 juni werd zelfs de record-afstand van 240 km afgelegd. Toch kon een grote Britse evacuatie uit Cherbourg niet voorkomen worden. Na een korte pauze draaide de divisie weer naar het zuiden. Oprukkend door Cotentin en Bretagne, stak de divisie de Loire over bij Ancenis. Op het moment dat de Wapenstilstand van 22 juni 1940 van kracht werd (25 juni), bevond de divisie zich in Zuidwest-Frankrijk. De divisie had gedurende de veldtocht 2624 man verloren dood, gewond en vermist en 42 tanks als total loss.
De divisie werd eerst in Bordeaux gestationeerd, maar al na vier dagen naar Chartres getransporteerd. Ze bleef daar tot 24 juli, waarna een gebied ten westen van Parijs betrokken werd als voorbereiding op de invasie van Groot-Brittannië (Operatie Seelöwe). Na het uitstel van deze operatie ging de divisie medio december 1940 terug naar Bordeaux, waar ze tot 14 februari 1941 bleef. Dan werd de divisie naar Bonn-Bad Godesberg gebracht. Generaal-majoor Rommel verliet daar de divisie en werd opgevolgd door Generaal-major von Funck. Een gedeeltelijke reorganisatie volgde. Van 6 tot 10 juni 1941 werd de divisie met 64 treinen verplaatst naar Oost-Pruisen (oostelijk van Lötzen), als voorbreiding voor de aanval op de Sovjet-Unie. De divisie is op volle sterkte en beschikt over 265 tanks. Nog steeds is de PzKw 38(t) het werkpaard van de divisie. Intussen is Schützenregiment 6 deels uitgerust met halfrupsvoertuigen voor betere mobiliteit.

## Invasie in de Sovjet-Unie

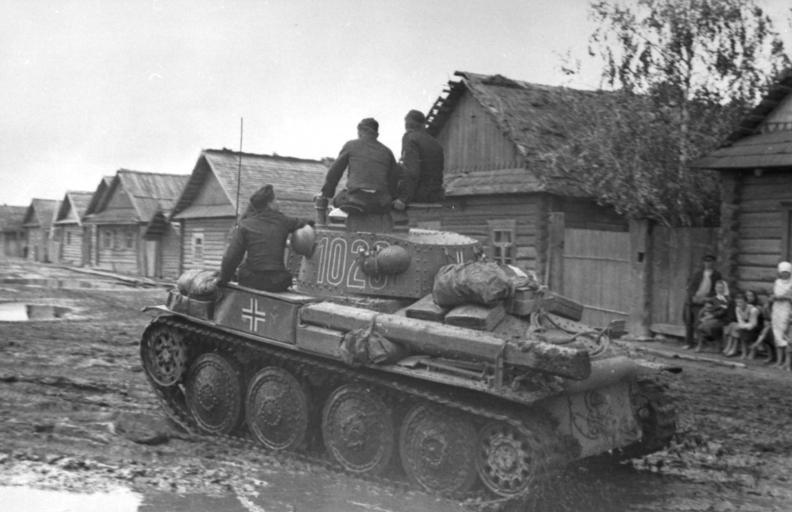
Een PzKw 38(t) in de Sovjet-Unie, juni 1941

Op 22 juni 1941 startte Operatie Barbarossa, de aanval op de Sovjet-Unie. De 7e Pantserdivisie was nu deel van het 39e Gemotoriseerde Korps, Panzergruppe 3, Heeresgruppe Mitte en viel aan vanuit Oost-Pruisen, op deze eerste dag al 60 km oprukkend. Op de tweede dag probeerde de divisie de Njemen over te steken bij Olita. Hierbij ontbrand een hevige tankslag met de Sovjet 5e Tankdivisie. Deze Sovjet-divisie was uitgerust met 268 tanks, waarvan 55 van de nieuwe T-34 en KV-1 types. In de gevechten verloor deze divisie 73 tanks, maar ook de 7e Pantserdivisie (ondersteund door delen van de 20e Pantserdivisie) leed verliezen. Daarna ging de opmars verder. De divisie rukte snel gedurende 100 km op naar Vilnius en nam deze stad op 25 juni. Nadat de stad overgedragen was aan de 20e Gemotoriseerde Divisie keerde de 7e Pantserdivisie naar het zuidoosten, richting Minsk. Op 28 juni sloot de ring om drie Sovjet legers in de Slag om Białystok-Minsk als Panzergruppe 3 (7e Pantserdivisie) vanuit het noorden en Panzergruppe 2 (18e Pantserdivisie) vanuit het zuiden elkaar ontmoetten. De divisie bewaakte de snelweg naar Moskou ten oosten van Minsk. Op 9 juli gaven de laatste Sovjets soldaten zich over.
Maar de pantserdivisies waren al weer een paar dagen op weg, dit keer om een omsingeling rond Smolensk op te zetten. De divisie stak op 3 juli de Berezina over ten westen van Lepel en bereikte Senno een paar dagen later. Op 10 juli trok het 39e Gemotoriseerde Korps de Westelijke Dvina over en nam Vitebsk in, waarbij de divisie de zuidkant van de stad veiligstelde. Nu was de Sovjet defensie tijdelijk doorbroken en de aanvallenrichtten zich meteen op Smolensk. Vijf dagen later bereikte de divisie Jartsevo, aan de snelweg Smolensk-Moskou. Panzergruppe 2 en 3 omcirkelden opnieuw drie Sovjet legers, maar de pantsertroepen waren te gering in aantal om de ring goed te sluiten. Panzergruppe 2 was te zwak om goed aansluiting bij de 7e Pantserdivisie te vinden. Op 26 juli, samen met de 20e Gemotoriseerde Divisie, trok de divisie nogmaals 20 km zuidwaarts, maar de aansluiting lukte nog steeds niet goed. En de infanteriedivisies lagen nog steeds zo’n 150 km achter. Tussen 18 juli en 7 augustus voerden de Sovjets een reeks aan zware aanvallen uit, tot uiteindelijk de omsingelde troepen zich overgegeven hadden. Deze Slag om Smolensk was opnieuw een Duitse tactische overwinning, maar bracht zware verliezen met zich mee, ook voor de 7e Pantserdivisie, in zijn blokkeringspositie bij de snelweg. Maar intussen was de Duitse opmars naar Moskou tot staan gebracht en richtten de Duitsers zich eerst naar Leningrad en Kiev. Heeresgruppe Mitte ging in het defensief. De 7e Pantserdivisie, beschikkend nog over 40% van zijn oorspronkelijke tanks, werd op de avond van 5 augustus eindelijk afgelost door een infanteriedivisie en verbleef in een gebied vlak achter het front. Echter, gedurende geheel augustus trad de divisie regelmatig op als “brandweer” om d.m.v. tegenaanvallen de infanteriedivisies te ondersteunen.

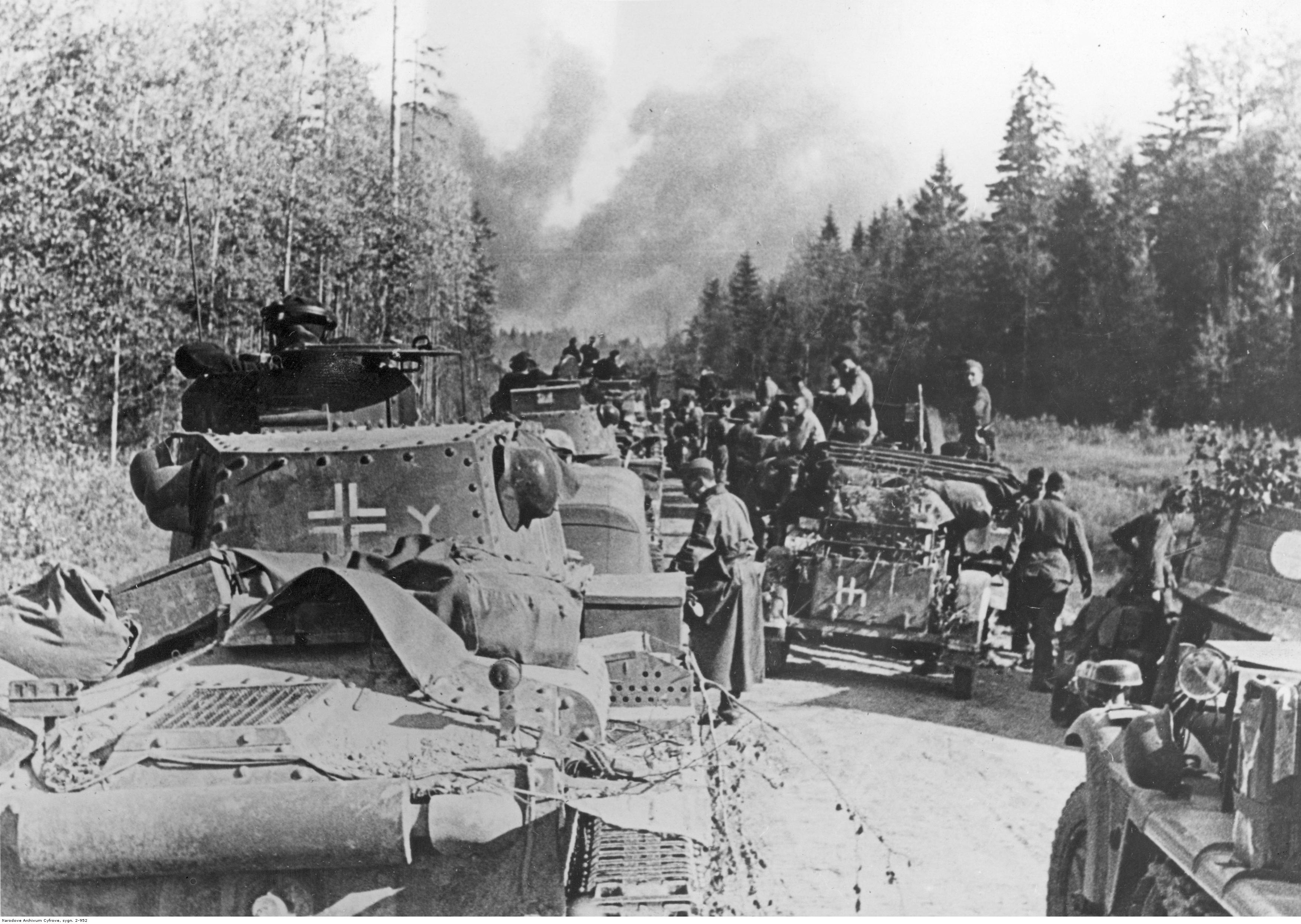
Tankcolonne van de 7e Pantserdivisie in oktober 1941

De eerste twee weken van september waren rustig. De divisie bereidde zich nu voor op Operatie Taifun, de uiteindelijke aanval richting Moskou. Voor deze operatie was de divisie deel van het 56e Gemotoriseerde Korps, Panzergruppe 3, samen met de 6e Pantserdivisie en de 14e Gemotoriseerde Divisie. Op 2 oktober startte de aanval en binnen 24 uur bereikten beide pantserdivisies de Dnjepr, staken deze over en rukten meteen verder op. Op de vijfde dag van het offensief bereikte de divisie Vjazma en maakte verbinding met de 10e Pantserdivisie (Panzergruppe 4), die vanuit het zuiden kwam. Vier Sovjet legers waren omsingeld. Voor de derde keer sneed de 7e Pantserdivisie (als eerste eenheid) de snelweg naar Moskou af! Dertien dagen later gaven de Sovjet troepen in de pocket zich over. Maar intussen had op 7 oktober 1941 een nieuwe en moeilijker tegenstander zich gemeld: de modder (de Raspoetitsa). De wegen waren verdwenen, alle bewegingen vertraagden en alle mensen en materieel raakten vast in de modder. De divisie werd uit de frontlijn gehaald en naar een gebied ten noorden van Vjazma verplaatst. Tussen 22 oktober en 8 november bewoog de divisie zich langzaam door de modder naar net noordelijk van Gzjatsk. Eindelijk, medio november, begon het te vriezen, de wegen werden weer vast en de aanvallen richting Moskou kwamen weer op snelheid. De divisie viel aan op de naad tussen twee Sovjet legers, versloeg de 30e Kaukasische Cavaleriedivisie en nam Klin op 23 november. Vier dagen later werd een bruggenhoofd gevormd over het Moskou-Wolgakanaal bij Yakhroma. De krachtcentrale (elektriciteit voor Moskou) en de sluizen werden ingenomen. Maar deze actie had niet veel zin, want de Duitse aanval zou naar het zuiden moeten gaan. De divisie verliet het bruggenhoofd twee dagen later en ging tot de verdediging over. De temperaturen waren nu gezakt naar −30°C. Op 5 december waren de Duitse troepen volledig uitgeput en stopten de aanvallen. De 7e Pantserdivisie bevond zich 70 km van Moskou. De Duitse aanval was mislukt en de Sovjets stonden klaar om terug te slaan tegen de verzwakte en verspreidde Duitse troepen.

## Eerste verdediging: winter 1941/42 en voorjaar 1942

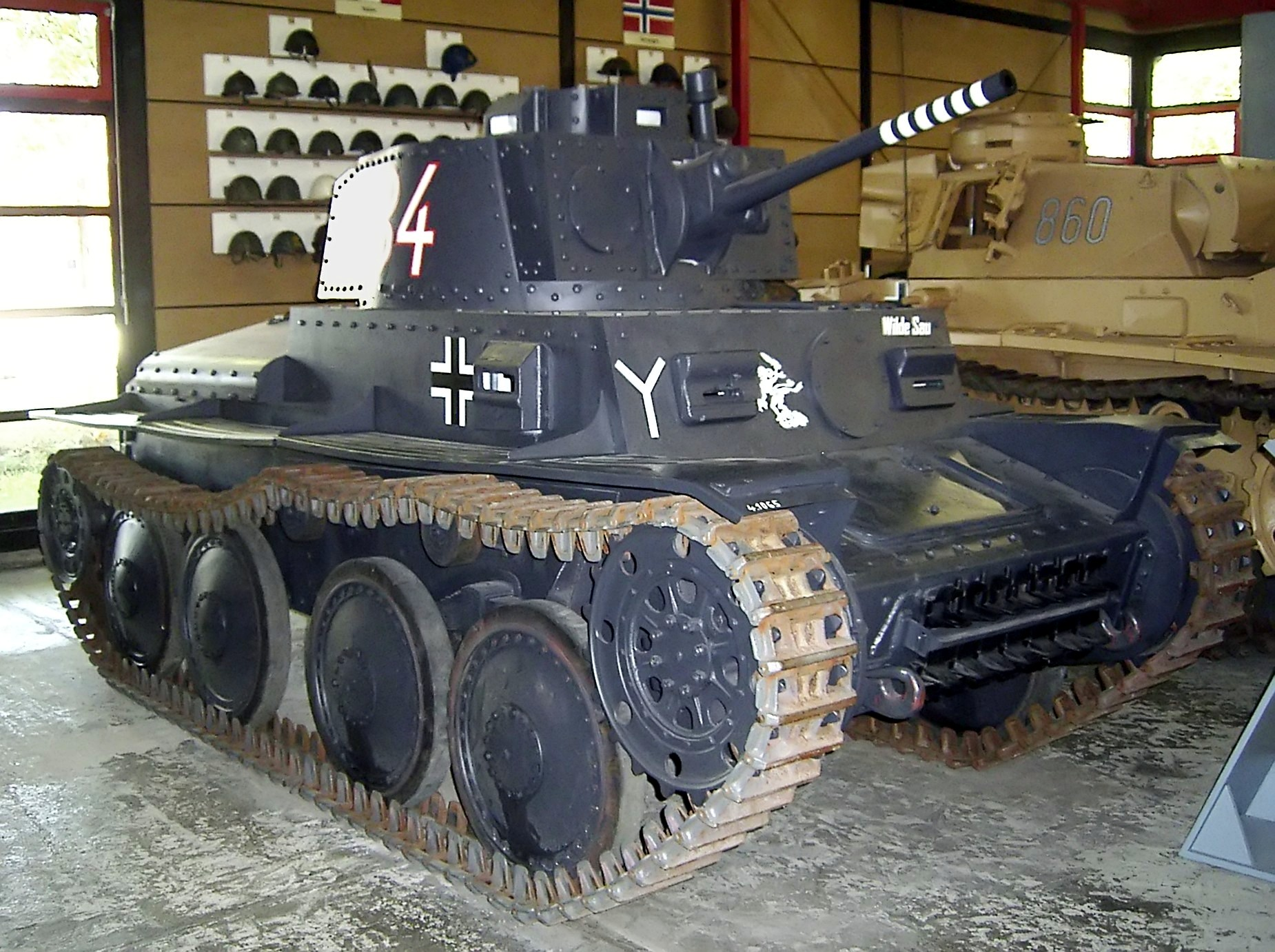
Panzerkampfwagen 38(t) gebruikt door de 7e pantserdivisie. Deze Tsjechische tanks vormde de hoofdmoot van de tanks in de divisie in 1940 en 1941

De Sovjets vielen aan met sterke troepenmachten. Ook Panzergruppe 3 werd aangevallen, maar de 7e Pantserdivisie valt even buiten schot. Maar aangezien de Duitse troepen zwak zijn, worden grote gaten in de frontlinies geslagen en een terugtocht is onontkoombaar. Ook de divisie moet mee en begon zich af te zetten in de nacht van 6/7 december 1941. Samen met de rest van het 56e Gemotoriseerde Korps werd Klin verdedigd tot 14 december, daarmee de weg openhoudend voor andere divisies. Ten slotte werd een eerste defensieve lijn langs de Lama ingenomen en de divisie is in staat hier tussen 17 december 1941 en 14 januari 1942 stand te houden. Maar divisie is op dat moment niet meer het goede woord. De 7e Pantserdivisie was, zoals de meeste divisies, niet meer dan een “Kampfgruppe” (gevechtsgroep), met een duizendtal infanteristen en een handvol tanks. Van juni 1941 tot het eind van het jaar waren de verliezen van de divisie 2.055 doden, 5.737 gewonden, 313 vermisten plus nog 1.089 zieken met bevriezingen en luizen. Totale verliezen waren 9.203 man.
Onder druk van andere succesvolle Sovjet-aanvallen volgde nog een terugtocht naar de Königsberg-linie, waar de divisie kon standhouden tot maart 1942. Op 15 maart 1942 werd III./PzReg 25 opgeheven, waardoor de divisie nog maar over twee Abteilungen (bataljons) beschikte, elk met 3 compagnieën. Zo’n 40 tanks worden als vervanging aangevoerd. Eind maart 1942 kwam de divisie, samen met de 1e Pantserdivisie, in actie rond Rzjev. Begin april werd de divisie opnieuw verplaatst, nu naar Vjazma, om daar de 246e Infanteriedivisie rond Bely te ontzetten. Dat lukte uiteindelijk op 2 mei. Daarna werd de order ontvangen om te verzamelen voor transport naar Frankrijk voor de hoogst noodzakelijke rust en herbouw. Officieel verlaat de divisie het 9e Leger op 15 mei, maar de laatste eenheden verlaten het station van Jartsevo pas op 1 juni. Op dat moment beschikte de divisie nog over 8.589 officieren en manschappen.

## Rest/herbouw in 1942 in Frankrijk
De 7e Pantserdivisie streek neer in Frankrijk in de regio rond Niort-Parthenay. De mannen waren hard toe aan rust en kregen dat ook. Versterkingen volgden al snel en de divisie werd op volle sterkte gebracht. Ook nieuwe (Duitse) tanks kwamen binnen (nadat de divisie in eerste instantie enkele buitgemaakte Franse tanks voor oefeningen gekregen had). In augustus ging de divisie naar Angers-Cholet en op 1 september werd ze gevechtsklaar gemeld. Als op 8 november 1942 de geallieerden in Marokko en Algerije (beiden Vichy-Frankrijk) landden, besluit Adolf Hitler om Vichy-Frankrijk te bezetten (Operatie Anton). De divisie, als onderdeel van het 1e Leger nam op 11 november deel aan deze actie en bereikte de Middellandse zeekust rond Perpignan en Narbonne. Op 27 november viel de divisie aan vanuit Aix-en-Provence richting Toulon als onderdeel van Operatie Lila, in een poging de grote slagschepen van de Franse marine (zoals de Dunkerque en de Strasbourg) in te nemen. Voor deze actie werd de divisie versterkt door 2 gepantserde groepen en een motor-bataljon van de 2. SS-Panzer-Division Das Reich en marine detachement Gumprich (deze laatste moest de schepen daadwerkelijk innemen). Op deze dag om 04.00 uur kwamen de eenheden Toulon binnen, veroverden de kustverdedigingen en het marine arsenaal. Deze actie was echter niet succesvol. De Fransen lieten hun schepen zinken vóór de Duitsers aankwamen.
Tot medio december 1942 bleef de divisie langs de Middellandse zeekust tussen Marseille en Avignon. In de tussentijd was een grote crisis aan het oostfront uitgebroken. De Sovjets hadden succesvol het 6e Leger in Stalingrad omsingeld en het front lag wijd open. De 7e Pantserdivisie kreeg opdracht om te hulp te schieten. Vanaf 18 december 1942 ging de divisie op transport naar Zuid-Rusland.

## Terug naar het oostfront, winter 1942/43
De lange treinreis leidde de 7e Pantserdivisie naar het gebied rond de Donets. Tussen 1 en 5 januari 1943 werden de eenheden van de divisie uitgeladen, de meeste in Sjachty, en onder bevel geplaatst van Armee-Abteilung Hollidt. Op 6 januari, tijdens een opmars noordoostelijk van Belaya Kalitva, werden de eerste Sovjet troepen ontmoet, behorend tot het 3e Gardeleger. Ondanks wat successen, moest de divisie toch terugtrekken en stak de Donets over op 20 januari, waarna op de westoever bij Kamensk een defensieve positie werd ingericht. Deze positie kon een week gehouden worden. Daarna werd een nieuwe positie bij Vorosjilovgrad ingenomen, opnieuw achter de Donets en later bij Slovjansk. Deze defensieve acties, vaak bittere gevechten, eindigden voor de divisie rond 15 februari, als de 7e Pantserdivisie uit het front genomen werd voor hergroepering.
Op 15 februari 1943 werden delen van resten van de bij Heeresgruppe Don grotendeels vernietigde 27e Pantserdivisie in de 7e Pantserdivisie ingevoegd.
De divisie werd nu (samen met de 3e Pantserdivisie) onder bevel gebracht van het 3e Pantserkorps, 1e Pantserleger. De Sovjets waren inmiddels gestart met de laatste fase van hun winteroffensief, waarbij ze de totale vernietiging van Heeresgruppe Süd voor ogen hadden. De Sovjets rukten snel op. Maar von Manstein, de commandant van Heeresgruppe Süd stond klaar om terug te slaan, met in totaal acht pantserdivisies. Het 1e Pantserleger voerde een tegenaanval uit op Mobiele Groep Popov (die zuidwaarts oprukte), terwijl het 4e Pantserleger het Sovjet 6e Leger aanviel (die naar de Dnjepr oprukte en Zaporizja al bedreigde). De 7e Pantserdivisie startte op 18 februari en rukte meteen op in noordelijke richting naar Izjoem. Samen met de 5. SS-Panzer-Division Wiking en de 11e Pantserdivisie werd de Mobiele Groep Popov vrijwel compleet vernietigd en Izjoem werd op 28 februari bereikt. Intussen had ook het 4e Pantserleger het Sovjet 6e Leger vernietigd. Vervolgens werd Charkiv heroverd en Belgorod ingenomen. Dan, tegen eind maart, stopten alle operaties weer wegens de start van het modder-seizoen. De 7e Pantserdivisie verdedigde intussen Izjoem voor meer dan een maand, vaak in heftige gevechten. De divisie werd uiteindelijk pas op 6 april uit de frontlijn gehaald en naar een rustgebied gebracht, zo’n 30 km naar het zuiden. Hier ontving de divisie nieuw personeel en materieel en krijgt de nodige rust. Artillerieregiment 78 ontving een welkome versterking. Eén Abteilung (de I.) werd volledig uitgerust met Wespe en Hummel gemotoriseerde houwitzers. Intussen bereidden de Heeresgruppen Mitte en Süd het nieuwe zomeroffensief voor. Doel was de saillant bij Koersk af te snijden. De 7e Pantserdivisie zou hierbij deel uitmaken van de zuidelijke aanvalsmacht. Als voorbereiding voor de aanval werd de divisie eind april onder bevel gesteld van Armee-Abteilung Kempf en naar een gebied ten zuiden van Charkov verplaatst, gevolgd door een verplaatsing begin mei naar het noorden van Charkiv.

## Koersk 1943

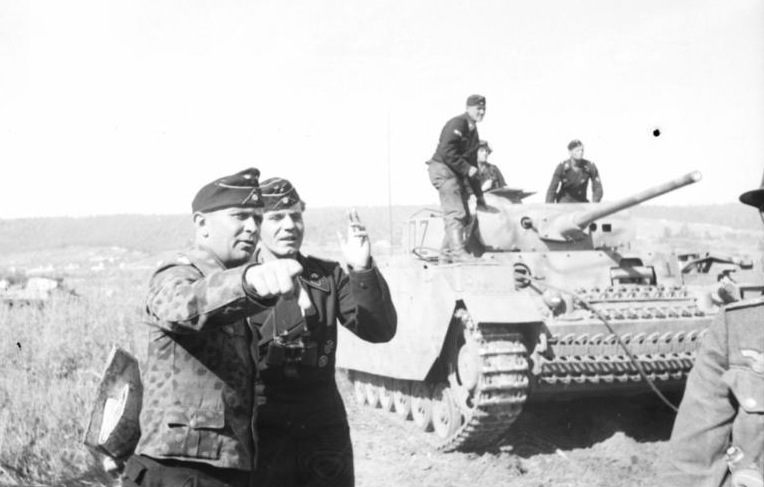
Adelbert Schulz in een bespreking bij een PzKw III

De start van het Duitse zomeroffensief, Operatie Citadel, stond gepland voor 5 juli 1943. De belangrijkste aanvalsmacht van Heeresgruppe Süd is het 4e Pantserleger met twee pantserkorpsen. De Armee-Abteilung Kempf moest de flank beschermen en bestond uit twee legerkorpsen plus het 3e Pantserkorps. Dit laatste korps bestond uit de 6e, 7e en 19e Pantserdivisies en de 168e Infanteriedivisie. De 7e Pantserdivisie verzamelde op de oostoever van de Donets, net ten noorden van Belgorod. De aanval startte met een oversteek over de Donets en het innemen van Dorogoboezj. Het Sovjet 7e Gardeleger verdedigde dit gebied echter sterk. De 7e Pantserdivisie was de enige divisie in het 3e Pantserkorps dat echt voortgang boekte. Terwijl de infanterie als eerste aanviel, lukte het Panzerregiment 25 om door te breken na een tankslag, waarbij 34 T-34’s vernietigd werden. Daaropvolgend werd Panzerregiment 11 van de 6e Pantserdivisie onder bevel van de 7e Pantserdivisie gebracht om zo een Schwerpunkt te verkrijgen. Gezamenlijk slaagde deze twee panzerregimenten om door te breken. Maar op de derde dag werden deze aanvallen tot stoppen gedwongen door sterke verdedigingslinies. Het gehele 3e Pantserkorps werd nu naar het noorden gedraaid. Dit keer gaf de 7e Pantserdivisie flanksteun en had de 6e Pantserdivisie de leiding. Zes dagen lang ging de opmars nu door. Het was een race tegen de klok om op tijd rond Prochorovka te zijn, om het 2e SS-Pantserkorps te steunen in zijn strijd tegen het Sovjet 5e Garde Tankleger. In een ultieme poging nam de 7e Pantserdivisie opnieuw de leiding en stak opnieuw de Donets over (richting westen). Maar ze waren te laat. En vervolgens werden op 15 juli alle aanvallen op de zuidelijke as gestopt, grotendeels door de succesvolle Sovjet tegenaanval in de Orjol-saillant en deels door de start van de geallieerde invasie op Sicilië. Daarmee kwam Operatie Citadel ten einde. De divisie had zware verliezen geleden. Slecht 15 tanks waren nog in actie en de panzergrenadiers hadden een effectieve sterkte van 3 bataljons.

## Terugtocht in het zuiden, 1943/44
Nu was het de beurt aan de Sovjets met hun tegenoffensief rond Charkiv. Echter, de eerste dreiging leek te komen van de naad tussen de 'Heeresgruppen Mitte en Süd, maar dit blijkt fake. Maar intussen was de 7e Pantserdivisie, samen met de 75e Infanteriedivisie, wel naar het gebied rond Soemy en Ochtyrka verplaatst. Op 3 augustus vielen de Sovjets echter aan richting Belgorod-Charkov-Ochtyrka. De 7e Pantserdivisie, als onderdeel van het het 48e Pantserkorps, voerde een tegenaanval uit op 5 augustus rond Poros (met haar 23 tanks), verdedigde Grajvoron op 6 augustus, maar moest alweer terugtrekken tot Slavgorod-Poljanojeva op 7-8 augustus. In samenwerking met de 11e Pantserdivisie werd er op 10 augustus een succesvolle tegenaanval uitgevoerd ten noorden van Bilka. Gedurende 14 dagen voerde de divisie een succesvolle verdediging ten noorden van Aktyrka, maar op 24 augustus ging de stad verloren. De divisiecommandant, Generaal-majoor von Funck, verliet hier de divisie en gaf op 20 augustus het bevel over aan Generaal-majoor von Manteuffel. De divisie leed zware verliezen: in juli 3.231 man en in augustus 3.055 man. De verliezen in zware infanteriewapens en motorvoertuigen reduceerden de gevechtswaarde van de divisie aanmerkelijk. De overgebleven operationele tanks werden samengevoegd in één enkele tankcompagnie. De I./Pz.Reg. 25 werd (zonder tanks) vanaf 11 september vanuit Poltava op treintransport gezet naar Parijs, om in Frankrijk omgevormd te worden tot Panther-Abteilung. De Abteilung zou zich pas in juli 1944 weer bij de divisie voegen.
Tot 15 september kon een linie voor Poltava nog gehouden worden, maar daarna trok de divisie terug naar de Dnjepr, die bij Krementsjoek overgestoken werd. De divisie verzamelde vervolgens rond Tsjerkasy. Het voorkomen van Sovjet inname van de westelijke Dnjepr-oever was de hoofdopdracht van de Duitsers nu. Op 27 september vormden de Sovjettroepen een bruggenhoofd bij Pereyaslav, ten zuiden van Kiev (ook bekend als het Bukrin bruggenhoofd). De 7e Pantserdivisie, tezamen met andere eenheden, trachtte de Sovjets weer terug over de rivier te drijven, maar moest dit begin oktober opgeven. Hoewel het bruggenhoofd kleiner gemaakt was, kon het niet geëlimineerd worden, maar ook de Sovjets konden niet uitbreken. Vervolgens werd de divisie naar het Lyutizj-bruggenhoofd verplaatst, ten noorden van Kyiv. Vervolgens stopte de divisie de Sovjet-opmars bij Tsjernobyl en verdedigd van 4 tot 24 oktober dit gebied. Daarna werd de divisie teruggetrokken van het front in Leger-reserve ten westen van Kyiv, voor rust en heruitrusting. Maar al op 3 november vielen de Sovjets met overweldigende overmacht aan vanuit het Lyutizh-bruggenhoofd. Met als doelen Kiev, Fastov, Zjytomyr en Korosten, rukten de Sovjettroepen snel op. De 7e Pantserdivisie was een van de divisies die onmiddellijk in de tegenaanval geworpen werd, maar de Sovjets zijn niet te stoppen. De divisie slaagde er alleen in (tijdelijk) te voorkomen dat de Sovjets vaste voet krijgen ten westen van Kyiv over de Irpin. Het Sovjet 38e Leger nam Kyiv op 6 november 1943 in. De volgende dag al werd Fastov ingenomen. Ook een Kampfgruppe van de divisie kon dit niet voorkomen. Nu werden alle beschikbare pantserdivisies, inclusief de 7e, verzameld onder het 48e Pantserkorps voor een reeks tegenaanvallen, die van 15 november tot 23 december 1943 zouden duren. En de 7e Pantserdivisie zou een voorname rol spelen. Startend op 15 november ten oosten van Fastov, rukte de divisie, samen met de 1e Pantserdivisie snel op en nam Zjytomyr in, in de nacht van 17 op 18 november. Twee dagen later rolde de aanval verder, richting Broesljov. Grote groepen Sovjets werden omsingeld. In deze aanval gaf de divisie flankdekking naar het noorden. Deze fase eindigde op 26 november. De volgende aanval behelsde het oprollen van de Sovjet-linies van west naar oost, van noordelijk van Zjytomyr tot Radomyshl. De rol van de (inmiddels weer op sterkte gebrachte) divisie is opnieuw hetzelfde. In een briljante actie viel de divisie aan, marcheerde, en elimineerde de vijandelijke troepen rond Malin, hierbij de 1e Pantserdivisie en de 1. SS-Panzer-Division Leibstandarte-SS Adolf Hitler de kans gevend Radomyshl te bereiken. Op 15 december bouwde de divisie een bruggenhoofd op de noordoever van de Irscha bij Malin. Dit bruggenhoofd is een van de 2 startpunten voor de omsingeling rond Meleni. Deze gevechten duurden tot 23 december. Gedurende deze maand-lange gevechten had de 7e Pantserdivisie, en met name Panzerregiment 25, opnieuw briljant gepresteerd, onder de leiding van resp. von Manteuffel en Schulz.
Maar ondanks hun zware verliezen in de afgelopen maand, startten de Sovjets op 24 december 1943 hun Kerst-offensief. De divisie probeerde vergeefs Zjytomyr te verdedigen, deels door grote verkeersopstoppingen. Langzaam moest de divisie nu terrein prijsgeven. In de tweede week van januari 1944 bevond de divisie zich tussen Berdichev en Sjepetovka, ten noorden van Ostropol. Hier kon de linie gehouden worden tot het eind van de maand. Op 26 januari verliet Generaal von Manteuffel de divisie. Oberst Schulz nam van hem over, maar sneuvelde al twee dagen later. Zijn opvolger werd Generaal-majoor Dr. Mauß. Op 2 februari kreeg de divisie orders om snel naar het gebied ten westen van Rovno te verplaatsen, om daar een Sovjet doorbraak te voorkomen. Twee weken later volgt een nieuwe verplaatsing, nu naar Loetsk, opnieuw tegen een doorbraak. Het volgende Sovjet doel was Tarnopol. Begin maart werd de divisie naar Zbaraz (15 km ten NW van Tarnopol) verplaatst, op de rechterflank van het 4e Pantserleger. Tussen 7 en 21 maart slaagde de divisie erin om, in samenwerking met de 68e Infanteriedivisie en de 1. SS-Panzer-Division Leibstandarte-SS Adolf Hitler, het gat in de frontlijn oostelijk van Tarnopol te dichten. Maar op 21 maart startte het 1e Oekraïense Front een groot offensief, het Proskoerov–Tsjernovitsy Offensief 2e fase, die de 68e Infanteriedivisie (linkerbuur van de 7e Pantserdivisie) compleet vernietigde. De divisie werd naar het zuidoosten gedrukt en kwam onder bevel van het 1e Pantserleger. Dit leger werd nu compleet omsingeld in de zogenaamde Kamenets-Podolsky pocket (of Hube Pocket). De divisie is een van de leidende elementen tijdens de uitbraak naar het westen, in richting Tarnopol. Startend op 28 maart, duurde het tot 15 april voor contact gemaakt kon worden met de 16e Pantserdivisie van het 2e SS-Pantserkorps. De divisie vormde de noordelijke vleugel van de uitbraakgroep. Het pantserleger met de 7e Pantserdivisie was ontsnapt, maar had zware verliezen geleden en veel materieel was verloren gegaan. De divisie werd in reserve geplaatst ten noorden van Boetsjatsj en vanaf 21 april in een rustgebied ten zuiden van Stanislav. Vier dagen later verplaatste de divisie zich zuidelijker naar de Karpaten-passen, onder commando van het 7e Hongaarse Korps. Hier bleef de divisie tot 1 juli, in redelijke rust. In deze tijd stroomden ook versterkingen de divisie binnen.

## Transfer naar de centrale en noordelijke sector 1944

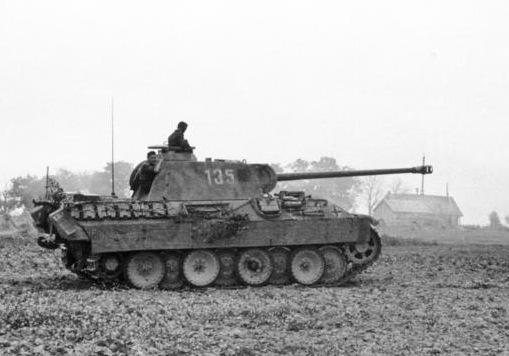
In juli 1944 keerde de I.Abteilung weer terug bij Pz.Reg. 25 met PzKw V (foto niet van Panther van de 7e Pantserdivisie)

Op 21 juni 1944 lanceerde het Rode leger zijn grote zomeroffensief (Operatie Bagration) tegen Heeresgruppe Mitte. Binnen een week warden drie Duitse legers bijna geheel vernietigd, twee dozijn Duitse divisies gingen verloren en er viel een bres van honderden kilometers in het Duitse front. De Sovjet marcheerden met grote snelheid in die bres. Van alle andere fronten en Heeresgruppen werden eenheden snel naar Wit-Rusland gestuurd om de bres te dichten. De 7e Pantserdivisie was één daarvan. Er volgde een transport per trein van Lemberg naar Lida, zo’n 30 km van de frontlijn, waar de eerste elementen van de divisie op 5 juli aankwamen. Deze eenheden marcheerden meteen door naar Golschany. De 7e Pantserdivisie kwam onder bevel van het 39e Pantserkorps. Maar dit korps was eigenlijk de enige gevechtseenheid in het 4e Leger, omdat het oorspronkelijke 4e Leger omsingeld en vernietigd was rond Minsk. De beide vleugels van het korps hadden geen contact met andere legers en stonden dus op zichzelf. Ondanks de sterke verdediging van de 7e Pantserdivisie, samen met de 5e Pantserdivisie, moest het 39e Pantserkorps toch stap-voor-stap terugtrekken om omsingeling te voorkomen. Op 9 juli had de divisie eindelijk alle eenheden verzameld. De divisie trok terug naar de Njemen, rond Olita, hetzelfde gebied waar de divisie zulke bittere gevechten in juni 1941 uitgevochten had. De 7e Pantserdivisie verdedigde de stad en het bruggenhoofd op de oostoever van 12 tot 24 juli. Wel kwam er welkome versterking. Eindelijk kwam I./Pz.Reg. 25 weer terug bij de 7e Pantserdivisie vanaf 17 juli, met 79 gloednieuwe Panzerkampfwagen V Panther’s. Op 24 juli werd de divisie onder het 3e Pantserleger geplaatst. De noordelijke vleugel van dit leger had volledig de aansluiting verloren met het 16e Leger van Heeresgruppe Nord, waardoor een grote bres tussen deze twee legers en Heeresgruppen ontstaan was. De divisie werd naar het noorden gestuurd om orde op zaken te stellen aan de noordvleugel van het leger. Er werd gehoopt dat de divisie de bres gedeeltelijk kon sluiten. Een aanval op Panevėžys werd bevolen, maar vóór de divisie kon verzamelen hadden de Sovjets al het uitgangsgebied ingenomen. Het kon opnieuw ingenomen worden, maar de aanval zelf mislukte door zware tegenstand. Dus konden alleen tegenaanvallen ondernomen worden. Van 28 juli tot 1 augustus moest de divisie terugwijken tot aan en over de Dubysa. De stad Raseiniai werd tegen hevige aanvallen succesvol verdedigd tot 15 augustus. Deze laatste gevechten werden overigens uitgevoerd zonder II./Pz.Reg. 25 (nog steeds uitgerust met het oude werkpaard de PzKw IV), dat bij Olita achtergebleven was.
Intussen had op 31 juli de Sovjet 8e Gemechaniseerde Brigade de kust van de Golf van Riga bereikt, daarmee Heeresgruppe Nord afsnijdend van Heeresgruppe Mitte. Onmiddellijk maakte het Oberkommando des Heeres (OKH) plannen om de beide Heeresgruppen weer te verbinden. Verschillende pantserdivisies kregen orders om in Koerland te verzamelen en richting het 16e Leger, richting Mitau aan te vallen. Twee pantserkorpsen, het 39e Pantserkorps en het 40e Pantserkorps zouden deze ontzettingsaanval moeten uitvoeren, onder Operatie Doppelkopf. De 7e Pantserdivisie nam als deel van de zuidelijk vleugel deel, in een aanval richting Šiauliai. Op 15 augustus viel de divisie aan richting Kelmė, het verzamelgebied voor de eigenlijke aanval voor de volgende dag. De gehele operatie duurde tot 27 augustus en was succesvol: de twee Heeresgruppen kregen weer verbinding en de Sovjets werden bij de zee weggedreven. De divisie kon echter slechts 10–15 km oprukken, door taaie tegenstand van de Sovjet 5e Garde Tankleger en 2e Gardeleger. De twee Duitse korpsen gingen nu tot de verdediging over. Maar aangezien de Sovjets een tweede poging leken te plannen om Heeresgruppe Nord af te snijden, werd een tweede aanval ingezet. Dit keer was de divisie, samen met 2 andere pantserdivisies en elementen van nog 2 andere, deel van de kernaanval. Deze aanval, onder het 39e Pantserkorps, luidde Operatie Cäsar en duurde van 16 tot 21 september 1944. Het plan was de verbinding met het 16e Leger te verstevigen en meteen de Sovjet aanvalsvoorbereidingen te doorkruisen. Dit lukte.
Maar binnen twee weken, op 5 oktober, vielen de Sovjets opnieuw aan, maar dit keer naar het westen. Vijf dagen later bereikte ze de Oostzee en hadden uiteindelijk Heeresgruppe Nord afgesneden. Op 10 oktober werd de divisie afgesneden van de rest van het 3e Pantserleger in het gebied rond Memel. Het hier gevormde bruggenhoofd werd verdedigd tezamen met de Pantsergrenadierdivisie "Großdeutschland" en de 58e Infanteriedivisie onder commando van het 28e Legerkorps. De hevige gevechten reduceerden de divisie zo sterk dat de beide Abteilungen van Panzerregiment 25 samengevoegd werden tot één Panzer-Einsatzgruppe. Op 21 oktober meldde de divisie dat 2 Bef.Pz. III’s, 8 PzKw IV’s en 15 PzKw V’s inzetbaar zijn. Op 22 oktober werd de divisie (zonder de Panzer-Einsatzgruppe die achterbleef) teruggetrokken over zee naar Pillau en rond 7 november naar Oefenterrein Arys in Oost-Pruisen overgebracht voor rust en herbouw. De resterende troepen van Panzerbrigade 102 werd eind november 1944 op Arys in de daar opfrissende 7e Pantserdivisie ingevoegd. Deze panzerbrigade werd daarna opgeheven. Vanaf 15 november fungeerde de divisie meteen ook als reserve voor het 2e Leger. Pas op 22 november begon de Panzer-Einsatzgruppe Pz.Rgt. 25 zich per schip uit Memel terug te trekken naar Königsberg.

## De laatste gevechten in Oost-Pruisen in 1945

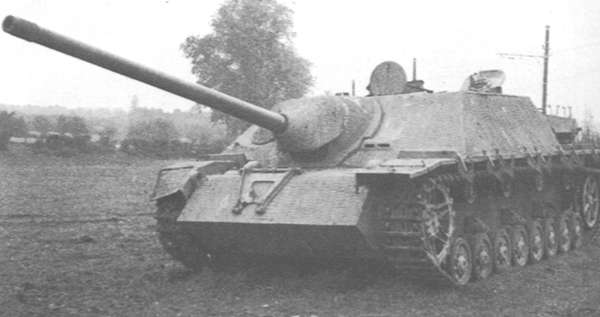
In januari 1945 kreeg de II./Pz.Reg.25 eenmalig 10 Jagdpanzer IV/70(A) toegewezen (foto niet van 7e Pantserdivisie).

Net voor het begin van het Sovjet Oost-Pruisenoffensief bevond de 7e Pantserdivisie zich als reserve achter het 2e Leger, rond Ciechanów. Al op de eerst dag van dit offensief, 14 januari 1945, werd de divisie ingezet voor een tegenaanval om een doorbraak te voorkomen. De Sovjet aanval van het 2e Wit-Russische Front was echter zo krachtig, dat deze wel vertraagd, maar niet gestopt kon worden. Samen met Pantsergrenadierdivisie "Großdeutschland" en later met de 18e Pantsergrenadierdivisie werden talloze tegenaanvallen uitgevoerd, maar dit telkens tijdens een gestage terugtocht door Milau en Deutsch-Eylau naar Elbing. Deze laatste stad ging op 9 februari verloren ondanks een ontzettingsoperatie van de 7e Pantserdivisie. Dit deel van het front bleef nu gedurende één maand redelijk rustig. Maar intussen vielen de Sovjets meer naar het westen aan, bereikten de Oostzee en sneden de verbinding van het 2e Leger met de Heimat af. Het hele 2e Leger, inclusief de divisie, werd nu langzaam samengeknepen in een gebied rond Danzig. Opnieuw speelde de 7e Pantserdivisie een belangrijke rol in het vertragen van de Sovjetaanvallen, daarmee grote groepen burgers de tijd gevend voor een evacuatie over zee. Het 7e Pantserkorps, inclusief de divisie, werd nu teruggedrukt naar Gotenhafen en uiteindelijk op het schiereiland Öxhöfter Kämpe. Vanaf hier werden de resten van de divisie (de laatste paar Panther’s werden opgeblazen) er schip overgezet naar schiereiland Hela in de nacht van 5 op 6 april. Tien dagen later werd de divisie verscheept naar Swinemünde, waar ze op 18/19 april aankwam. Een divisie-melding gaf aan dat de divisie alleen al tussen 26 maart en 4 april 1945 aan doden, gewonden, vermisten en zieken, 1.167 man verloren had.

## Laatste inzet in Noord-Duitsland 1945

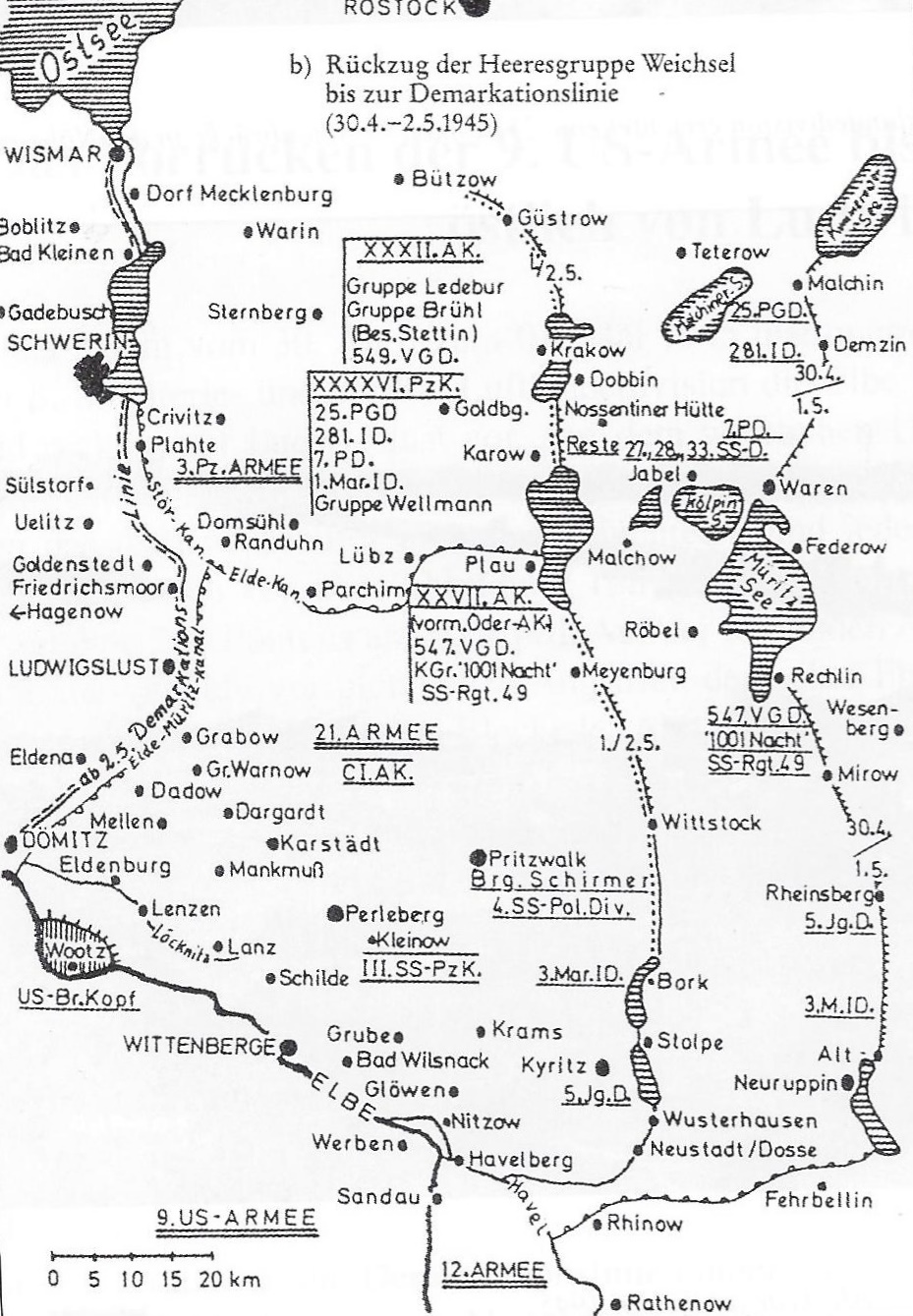
De laatste posities, vlak voor de overgave, mei 1945

De armzalige resten van de eens zo trotse divisie werden per spoor naar Waren aan de Müritz gebracht, waar een korte opfris te wachten stond. Onder andere Panzer-Auffrischungsverband Krampnitz (zonder tanks) werd hiervoor gebruikt. Daarna verzamelde de divisie zich rond Penzlin als legerreserve. Al snel moest de divisie voor de oprukkende Sovjettroepen terugtrekken, via Waren en Goldberg. Op 3 mei 1945 gaven de troepen van de divisie zich over bij Schwerin, Banzkow en Hagenow aan Amerikaanse troepen.
Hierrmee kwam er een einde aan het bestaan van de beroemde 7. Panzer-Division, de "Gespenster-Division".

## Slagorde

### 10 mei 1940
- Panzerregiment 25 (commandant Oberst Karl Rothenburg)
  - I. Panzerabteilung (Major Schmidt)
  - II. Panzerabteilung (Oberstleutnant Ilgen)
- Panzerabteilung 66 (Major Rudolf Sieckenius)
- Schützenbrigade 7 (Oberst Fürst)
  - Schützenregiment 6 (Oberst Erich von Unger)
  - Schützenregiment 7 (Oberst Georg von Bismarck)
  - schwere Infanterie-Geschütz-Kompanie 705 (Hauptmann Hans-Heinz Fischer)
- Artillerieregiment 78 (Oberst Frölich)
  - I. Abteilung (Oberstleutnant Dr. Kessler)
  - II. Abteilung (Major Crasemann)
  - III. Abteilung vanaf 6 juni 1940 (Major von Kronhelm)
- Kraftradschützenbataillon 7 (Major Friedrich-Carl von Steinkeller)
- Panzeraufklärungsabteilung 37 (Major Erdmann, gesneuveld 28 mei)
- Panzerjägerabteilung 42 (Oberstleutnant Johann Mick)
- Pionierbataillon 58 (Major Binkau, gesneuveld 13 mei)
- Panzer-Divisions-Nachschubführer 58
- Nachrichtenabteilung 83 (Müller)
- leichte Flakabteilung 59 (Major Schrader)

toegevoegde eenheden:
- FlakAbeilung 86
- 1. Batterie, FlakAbteilung 23
- 1. Staffel, Aufklärungsgruppe (Heer) 11

Zowel Panzerregiment 25 als Panzer-Abteilung 66 waren in Polen in actie geweest met alleen PzKw I en PzKw II lichte tanks. Na de vorming van de 7e Pantserdivisie adopteerden deze eenheden de Tsjechische PzKw 38(t) in hun lichte compagnieën, tezamen met de PzKw IV in de medium compagnieën. Dit proces was bij het begin van de Franse veldtocht nog niet afgesloten. De divisie-artillerie bestond uit 24 getrokken 10,5 cm leFH 18 (lichte houwitsers). Het antitank bataljon en de antitank pelotons van de infanterie beschikten over de 37 mm PAK 36. De infanterie zelf werd verplaatst in trucks of op motoren.

### 22 juni 1941
- Panzer Regiment 25 (I., II. en III. Abteilungen)
- Schützenbrigade 7
  - Schützenregiment 6 (I. en II. Bataillons)
  - Schützenregiment 7 (I. en II. Bataillons)
  - Kraftradschützenbataillon 7
- Panzeraufklärungsabteilung 37
- Panzer-Artillerieregiment 78 (I., II. en III. Abteilungen)
- Panzer-Pionierbataillon 58
- Panzerjägerabteilung 42
- Panzer-Versorgungstruppen 58
- Panzer-Nachrichtenabteilung 83
- Feld-Ersatz Bataillon 58

Panzerregiment 25 had op 19 februari 1941 de Panzerabteilung 66 (het oorspronkelijke tankbataljon van de 2e Lichte Divisie) geabsorbeerd en als III. Panzerabteilung opgenomen. Het artillerieregiment had op 2 januari 1941 een derde bataljon zware kanonnen toegevoegd (twee batterijen 150 mm sFH 18 houwitsers en één batterij 100 mm kanonnen). Elk tankbataljon bestond nu uit 4 compagnieën i.p.v. drie en aan het antitank bataljon was een derde compagnie toegevoegd. Een vervangingsbataljon van drie compagnieën was ook toegevoegd. De divisie beschikte over 400 officieren en 14.000 manschappen bij het begin van Operatie Barbarossa.

### juni 1943

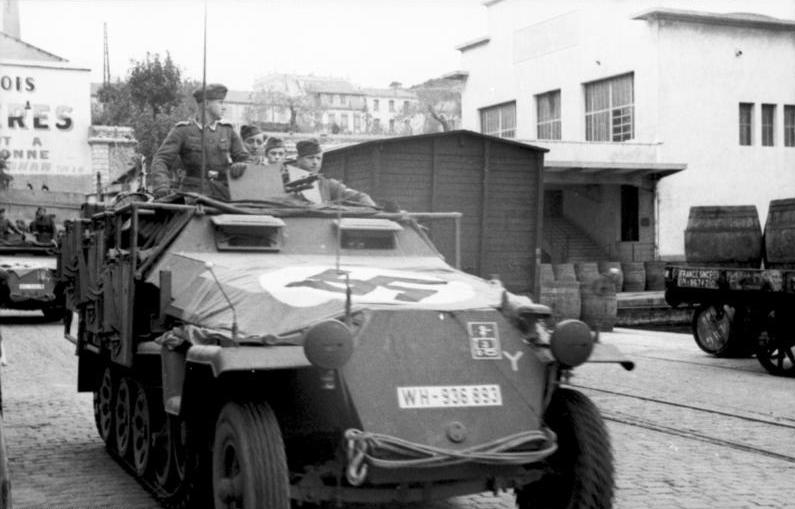
Een Sd.Kfz. 251 van de 7e Pantserdivisie in Zuid-Frankrijk in november 1942

In mei 1942 werd de divisie teruggetrokken uit de Sovjet-Unie, naar Frankrijk getransporteerd en daar gereorganiseerd/herbouwd Union. Het Panzerregiment bestond nog maar uit twee bataljon met uitsluitend Duitse tanks (de divisie had haar laatste overgebleven Panzerkampfwagen 38(t) in Rusland achtergelaten), maar ontving wel een 3e en 7e compagnie. De infanterieregimenten werden op 5 juli 1942 omgedoopt in Panzergrenadierregimenten, waarbij II./Panzergrenadierregiment 6 uitgerust werd met halfrupsvoertuigen. Het motor-bataljon werd in het verkenningsbataljon ingevoegd en bestond uit een pantserauto compagnie, een halfrups-compagnie, twee motor-compagnieën en een zware compagnie. In de zomer van 1943 zag de slagorde er dan zo uit:
- Panzerregiment 25
- Panzergrenadierregiment 6
- Panzergrenadierregiment 7
- Panzer-Artillerieregiment 78
- Panzer-Aufklärungsabteilung 7
- Heeres-Flak-Artillerieabteilung 296
- Panzerjäger-Abteilung 42
- Panzer-Pionier-Bataillon 58
- Panzer-Nachrichtenabteilung 83
- Panzer-Versorgungstruppen 58

## Tanksterkte
De tanksterkte van Panzerregiment 25 naar datum geeft een goed beeld van startsterktes bij offensieven, verliezen en aanvullingen over de jaren.
| Datum             | PzKw I | PzKw II | PzKw 38(t) | PzKw III (kort) | PzKw III (lang) | PzKw III (75) | PzKw IV (kort) | PzKw IV (lang) | PzKw V | StuG | PzBefw | Totaal  |
| ----------------- | ------ | ------- | ---------- | --------------- | --------------- | ------------- | -------------- | -------------- | ------ | ---- | ------ | ------- |
| 12 april 1940     | 37     | 72      | 48         | 23              | -               | -             | -              | -              | -      | -    | -      | 180     |
| 10 mei 1940       | 34     | 68      | 91         | -               | -               | -             | 24             | -              | -      | -    | 8      | 225     |
| 30 mei 1940       | 84     | 84      | 84         | 84              | 84              | 84            | 84             | 84             | 84     | 84   | 84     | 84      |
| 22 juni 1941      | -      | 53      | 167        | -               | -               | -             | 30             | -              | -      | -    | 15     | 265     |
| 27 juni 1941      | 149    | 149     | 149        | 149             | 149             | 149           | 149            | 149            | 149    | 149  | 149    | 149     |
| 18 juli 1941      | 118    | 118     | 118        | 118             | 118             | 118           | 118            | 118            | 118    | 118  | 118    | 118     |
| 4 september 1941  | 10     | 44      | 129        | -               | -               | -             | 21             | -              | -      | -    | 13     | 217     |
| 2 oktober 1941    | 201    | 201     | 201        | 201             | 201             | 201           | 201            | 201            | 201    | 201  | 201    | 201     |
| 15 januari 1942   | -      | -       | 4          | -               | -               | -             | 1              | -              | -      | -    | -      | 5       |
| 4 maart 1942      | 43     | 43      | 43         | 43              | 43              | 43            | 43             | 43             | 43     | 43   | 43     | 43      |
| 17 januari 1943   | -      | 21      | -          | -               | 91              | 14            | 2              | 18             | -      | -    | 9      | 155     |
| 1 juli 1943       | -      | 12      | -          | -               | 43              | 12            | 1              | 37             | -      | -    | 7      | 112     |
| 20 december 1943  | 61     | 61      | 61         | 61              | 61              | 61            | 61             | 61             | 61     | 61   | 61     | 61 (20) |
| 19 april 1944     | 7      | 7       | 7          | 7               | 7               | 7             | 7              | 7              | 7      | 7    | 7      | 7       |
| 31 mei 1944       | -      | -       | -          | -               | -               | -             | -              | 47             | -      | -    | -      | 47 (34) |
| 16 augustus 1944  | -      | -       | -          | -               | -               | -             | -              | 24             | -      | 5    | -      | 29 (25) |
| 17 september 1944 | -      | -       | -          | -               | -               | -             | -              | 47             | 47     | 5    | -      | 52      |
| 23 september 1944 | -      | -       | -          | -               | -               | -             | -              | 34             | 34     | -    | -      | 34      |
| 23 januari 1945   | -      | -       | -          | -               | -               | -             | -              | 6              | 14     | -    | 2      | 22      |
| 15 maart 1945     | -      | -       | -          | -               | -               | -             | -              | 2              | 9      | 18*  | -      | 29 (17) |
| 6 april 1945      | -      | -       | -          | -               | -               | -             | -              | -              | -      | -    | -      | 0       |

Details over de in de tabel genoemde tank-types:
- PzKw I = Panzerkampfwagen I
- PzKw II = Panzerkampfwagen II
- PzKw 38(t) = Panzerkampfwagen 38(t)
- PzKw III (kort) = Panzerkampfwagen III t/m Ausführung J
- PzKw III (lang) = Panzerkampfwagen III vanaf Ausführung J
- PzKw III (75) = Panzerkampfwagen III Ausführung N
- PzKw IV (kort) = Panzerkampfwagen IV t/m Ausführung F1
- PzKw IV (lang) = Panzerkampfwagen IV vanaf Ausführung F2
- PzKw V = Panzerkampfwagen V Panther
- StuG = meest Sturmgeschütz III
- PzBefw = Panzerbefehlswagen (verschillende typen)
- *) De genoemde 18 stuks zijn eigenlijk 10 Jagdpanzer IV/70(A) + 8 StuG

Als twee getallen genoemd worden, betekent dit: aanwezig (inzetbaar), bijvoorbeeld 61 (20).

## Bovenliggende bevelslagen
| Legerkorps               | Leger                        | Legergroep               | Plaats/regio                   | Begin             | Eind              |
| ------------------------ | ---------------------------- | ------------------------ | ------------------------------ | ----------------- | ----------------- |
| in oprichting            | BdE                          | --                       | Heimat                         | 18 oktober 1939   | 5 november 1939   |
| 15e Gemotoriseerde Korps | 16. Armee                    | Heeresgruppe A           | Eifel                          | 6 november 1939   |                   |
| 15e Gemotoriseerde Korps | 4. Armee                     | Heeresgruppe B           | Eifel                          | 1 januari 1940    |                   |
| 2e Legerkorps            | 4. Armee                     | Heeresgruppe A           | Eifel, België                  | 10 mei 1940       | 11 mei 1940       |
| 15e Gemotoriseerde Korps | 4. Armee                     | Heeresgruppe A           | België, Frankrijk              | 11 mei 1940       | 20 mei 1940       |
| 39e Gemotoriseerde Korps | 4. Armee                     | Heeresgruppe A           | Frankrijk                      | 20 mei 1940       | 31 mei 1940       |
| 15e Gemotoriseerde Korps | 4. Armee                     | Heeresgruppe A           | België, Frankrijk              | 31 mei 1940       | 24 juni 1940      |
| 15e Gemotoriseerde Korps | Panzergruppe Kleist/4. Armee | Heeresgruppe B           | België, Frankrijk              | 24 juni 1940      | 12 juli 1940      |
| 22e Gemotoriseerde Korps | 2. Armee                     | Heeresgruppe C           | Frankrijk                      | 12 juli 1940      | 15 oktober 1940   |
| 10e Legerkorps           | 9. Armee                     | Heeresgruppe A           | Frankrijk                      | 15 oktober 1940   | 17 december 1940  |
| 39e Gemotoriseerde Korps | 7. Armee                     | Heeresgruppe D           | Frankrijk                      | 17 december 1940  | februari 1941     |
| reserve                  | --                           | Heeresgruppe C           | Heimat                         | februari 1941     | 12 mei 1941       |
| 39e Gemotoriseerde Korps | Panzergruppe 3               | Heeresgruppe Mitte       | Oost-Pruisen, Alytus, Smolensk | 12 mei 1941       | 17 augustus 1941  |
| direct onder bevel       | Panzergruppe 3               | Heeresgruppe Mitte       | Smolensk                       | 18 augustus 1941  | 19 augustus 1941  |
| 8e Legerkorps            | 9. Armee                     | Heeresgruppe Mitte       | Smolensk                       | 19 augustus 1941  | 15 september 1941 |
| direct onder bevel       | Panzergruppe 3               | Heeresgruppe Mitte       | Smolensk                       | 15 september 1941 | 18 september 1941 |
| 56e Gemotoriseerde Korps | Panzergruppe 3               | Heeresgruppe Mitte       | Vjazma, Klin                   | 19 september 1941 | 10 december 1941  |
| 41e Gemotoriseerde Korps | Panzergruppe 3               | Heeresgruppe Mitte       | Vjazma, Klin                   | 10 december 1941  | 12 december 1941  |
| 56e Gemotoriseerde Korps | Panzergruppe 3               | Heeresgruppe Mitte       | Vjazma, Klin, Rzjev            | 12 december 1941  | 21 januari 1942   |
| 56e Gemotoriseerde Korps | 9. Armee                     | Heeresgruppe Mitte       | Rzjev                          | 21 januari 1942   | 3 maart 1942      |
| 41e Gemotoriseerde Korps | 9. Armee                     | Heeresgruppe Mitte       | Rzjev                          | 4 maart 1942      | 19 maart 1942     |
| 27e Legerkorps           | 9. Armee                     | Heeresgruppe Mitte       | Rzjev                          | 19 maart 1942     | 1 april 1942      |
| direct onder bevel       | 9. Armee                     | Heeresgruppe Mitte       | Rzjev                          | 2 april 1942      | 15 mei 1942       |
| direct onder bevel       | --                           | Heeresgruppe Mitte       | Rzjev                          | 15 mei 1942       |                   |
| 80e Legerkorps           | 7. Armee                     | Heeresgruppe D           | Frankrijk                      | juni 1942         |                   |
| direct onder bevel       | 1. Armee                     | Heeresgruppe D           | Frankrijk                      | juli 1942         |                   |
| 80e Legerkorps           | 1. Armee                     | Heeresgruppe D           | Frankrijk                      | september 1942    |                   |
| direct onder bevel       | 1. Armee                     | Heeresgruppe D           | Zuid-Frankrijk                 | november 1942     | 23 november 1942  |
| direct onder bevel       | Armeegruppe Felber           | Heeresgruppe D           | Zuid-Frankrijk                 | 23 november 1942  | 18 december 1942  |
| direct onder bevel       | --                           | Heeresgruppe Don         | Donets                         | 19 december 1942  | 5 januari 1943    |
| 48e Pantserkorps         | Armee-Abteilung Hollidt      | Heeresgruppe Don         | Donets                         | 6 januari 1943    | 9 januari 1943    |
| 17e Legerkorps           | Armee-Abteilung Hollidt      | Heeresgruppe Don         | Donets                         | 9 januari 1943    | 13 januari 1943   |
| 48e Pantserkorps         | Armee-Abteilung Hollidt      | Heeresgruppe Don         | Donets                         | 13 januari 1943   | 24 januari 1943   |
| direct onder bevel       | Armee-Abteilung Fretter-Pico | Heeresgruppe Don         | Donets                         | 24 januari 1943   | 1 februari 1943   |
| 3e Pantserkorps          | Armee-Abteilung Fretter-Pico | Heeresgruppe Don         | Donets                         | 1 februari 1943   | 3 februari 1943   |
| 3e Pantserkorps          | 1. Panzerarmee               | Heeresgruppe Don         | Donets                         | 3 februari 1943   | 6 februari 1943   |
| 40e Pantserkorps         | 1. Panzerarmee               | Heeresgruppe Süd         | Donets                         | 6 februari 1943   | 26 april 1943     |
| 3e Pantserkorps          | 1. Panzerarmee               | Heeresgruppe Süd         | Donets                         | 26 april 1943     | 27 april 1943     |
| direct onder bevel       | 1. Panzerarmee               | Heeresgruppe Süd         | Donets                         | 27 april 1943     | 29 april 1943     |
| 3e Pantserkorps          | Armee-Abteilung Kempf        | Heeresgruppe Süd         | Charkiv, Belgorod              | 29 april 1943     | juli 1943         |
| 48e Pantserkorps         | 4. Panzerarmee               | Heeresgruppe Süd         | Belgorod                       | augustus 1943     | september 1943    |
| 24e Pantserkorps         | 8. Armee                     | Heeresgruppe Süd         | Belgorod, Dnjepr               | september 1943    | oktober 1943      |
| 57e Pantserkorps         | 4. Panzerarmee               | Heeresgruppe Süd         | Kyiv                           | november 1943     | december          |
| 4e Legerkorps            | 4. Panzerarmee               | Heeresgruppe Süd         | Zjytomyr                       | december 1943     |                   |
| 13e Legerkorps           | 4. Panzerarmee               | Heeresgruppe Süd         | Zjytomyr                       | januari 1944      |                   |
| 48e Pantserkorps         | 4. Panzerarmee               | Heeresgruppe Süd         | Tarnopol                       | februari 1944     | 22 maart 1944     |
| 59e Legerkorps           | 1. Panzerarmee               | Heeresgruppe Nordukraine | Kamenets-Podolsky              | 23 maart 1944     | april 1944        |
| direct onder bevel       | 1. Panzerarmee               | Heeresgruppe Nordukraine | Brody                          | mei 1944          |                   |
| direct onder bevel       | 4. Armee                     | Heeresgruppe Mitte       | Minsk, Lida                    | 5 juli 1944       | 23 juli 1944      |
| XII SS Korps             | 3. Panzerarmee               | Heeresgruppe Mitte       | Litouwen, Koerland             | 24 juli 1944      |                   |
| 39e Pantserkorps         | 3. Panzerarmee               | Heeresgruppe Mitte       | Litouwen, Koerland             | september 1944    |                   |
| 28e Legerkorps           | 3. Panzerarmee               | Heeresgruppe Mitte       | Memel                          | oktober 1944      |                   |
| direct onder bevel       | 4. Armee                     | Heeresgruppe Mitte       | Arys                           | november 1944     |                   |
| direct onder bevel       | 2. Armee                     | Heeresgruppe Mitte       | Oost-Pruisen, West-Pruisen     | januari 1945      |                   |
| 7e Legerkorps            | 2. Armee                     | Heeresgruppe Weichsel    | West-Pruisen                   | februari 1945     | 10 april 1945     |
| Korps Hela               | Armee Ostpreußen             | --                       | Hela                           | 10 april 1945     | 15 april 945      |
| 46e Pantserkorps         | 3. Panzerarmee               | Heeresgruppe Weichsel    | Mecklenburg                    | 18 april 1945     | 3 mei 1945        |

## Commandanten

Enkele van de commandanten
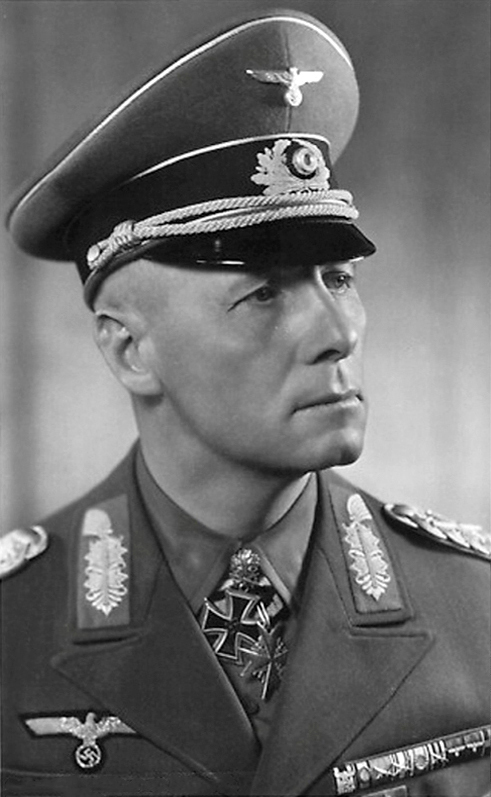
Erwin Rommel in 1940
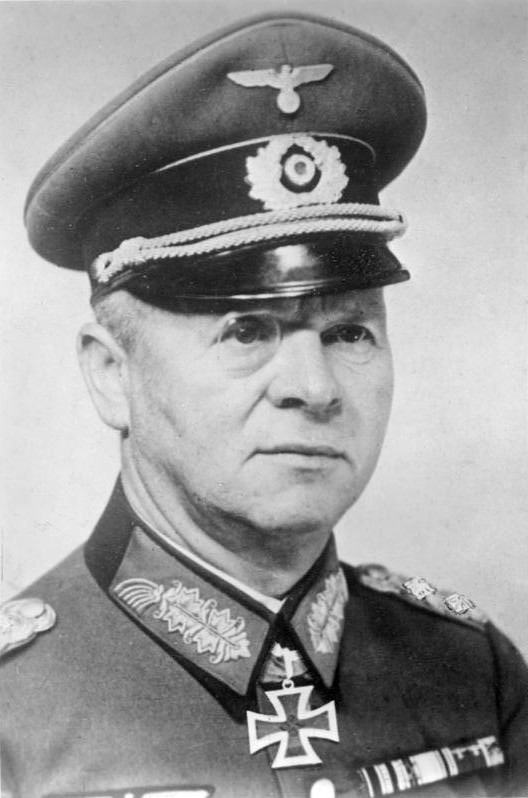
Georg Stumme in 1942/43
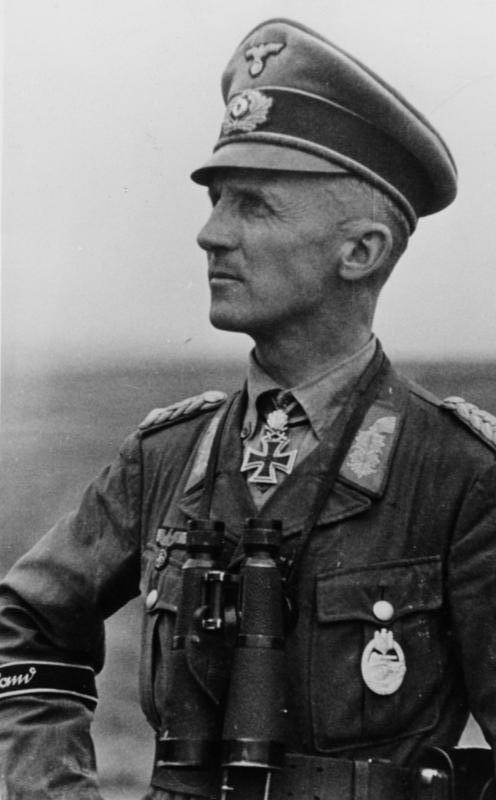
Hasso von Manteuffel in mei 1944
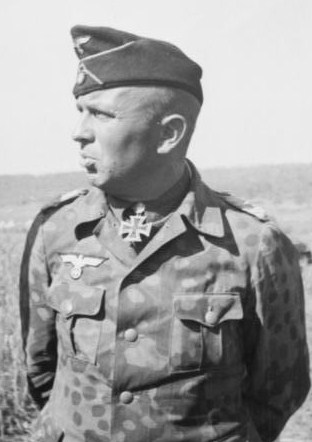
Adelbert Schulz op 21 juni 1943
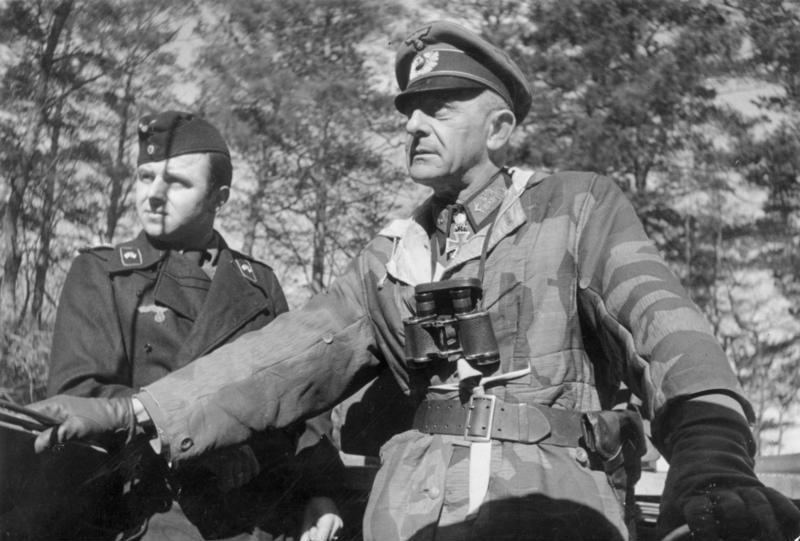
Dr. Karl Mauss in maart 1945

| Rang                                              | Naam                    | Begin            | Eind             |
| ------------------------------------------------- | ----------------------- | ---------------- | ---------------- |
| Generalmajor'                                     | Georg Stumme            | 18 oktober 1939  | 5 februari 1940  |
| Generalmajor                                      | Erwin Rommel            | 5 februari 1940  | 14 februari 1941 |
| Generalmajor                                      | Hans Freiherr von Funck | 14 februari 1941 | 17 augustus 1943 |
| Oberst                                            | Wolfgang Glaesemer      | 17 augustus 1943 | 20 augustus 1943 |
| Generalmajor                                      | Hasso von Manteuffel    | 20 augustus 1943 | 1 januari 1944   |
| Generalmajor                                      | Adelbert Schulz         | 1 januari 1944   | 28 januari 1944  |
| Oberst                                            | Wolfgang Glaesemer      | 28 januari 1944  | 30 januari 1944  |
| Oberst Generalmajor vanaf 1 april 1944            | Dr. Karl Mauss          | 30 januari 1944  | 2 mei 1944       |
| Generalmajor                                      | Gerhard Schmidhuber     | 2 mei 1944       | 9 september 1944 |
| Generalmajor Generalleutnant vanaf 1 oktober 1944 | Dr. Karl Mauss          | 9 september 1944 | 31 oktober 1944  |
| Generalmajor                                      | Hellmuth Mäder          | 31 oktober 1944  | 30 november 1944 |
| Generalleutnant                                   | Dr. Karl Mauss          | 30 november 1944 | 5 januari 1945   |
| Generalmajor                                      | Max Lemke               | 5 januari 1945   | 23 januari 1945  |
| Generalleutnant                                   | Dr. Karl Mauss          | 23 januari 1945  | 25 maart 1945    |
| Oberst                                            | Hans Christern          | 26 maart 1945    | 8 mei 1945       |

Noot: Oberst Wolfgang Glaesemer nam tweemaal tijdelijk waar gedurende enkele dagen.